# 23079 Мунгія
23079 Мунгія (23079 Munguia) — астероїд головного поясу, відкритий 7 грудня 1999 року.
Тіссеранів параметр щодо Юпітера — 3,483.